# آلان غيليس
آلان غيليس (5 مايو 1945 في فرنسا - 18 نوفمبر 2014 بمونبلييه في فرنسا) (بالفرنسية: Alain Gilles)‏ هو مدرب كرة سلة ولاعب كرة سلة فرنسي في مركز مدافع مسدد الهدف، شارك في ألعاب البحر الأبيض المتوسط 1967 وبطولة أمم أوروبا لكرة السلة 1967 وبطولة كأس العالم لكرة السلة 1963 وبطولة أمم أوروبا لكرة السلة 1965 وبطولة أمم أوروبا لكرة السلة 1971 وبطولة أمم أوروبا لكرة السلة 1977 وبطولة أمم أوروبا لكرة السلة 1963. ولعب مع أسفيل باسكت.

## وصلات خارجية
- آلان غيليس على موقع الاتحاد الدولي لكرة السلة (الإنجليزية)
- آلان غيليس على موقع بروبوليرز (الإنجليزية)